# Muston
Muston är en ort och civil parish i Storbritannien.   Den ligger i grevskapet North Yorkshire och riksdelen England, i den centrala delen av landet, 300 km norr om huvudstaden London. Muston ligger 32 meter över havet och antalet invånare är 339.
Terrängen runt Muston är platt. Havet är nära Muston åt nordost. Runt Muston är det ganska tätbefolkat, med 134 invånare per kvadratkilometer. Närmaste större samhälle är Scarborough, 9,0 km nordväst om Muston. Trakten runt Muston består till största delen av jordbruksmark.